# ميكلوس مارتن
ميكلوس مارتن (بالمجرية: Martin Miklós)‏ هو لاعب كرة الماء مجري، ولد في 29 يونيو 1931 في بودابست في المجر، وتوفي في 26 مارس 2019 في لوس أنجلوس في الولايات المتحدة.

## وصلات خارجية
- ميكلوس مارتن على موقع اللجنة الأولمبية الدولية (الإنجليزية)
- ميكلوس مارتن على موقع أوليمبيديا (الإنجليزية)
- ميكلوس مارتن على موقع اللجنة الأولمبية المجرية (الهنغارية)